# Societas incognitorum

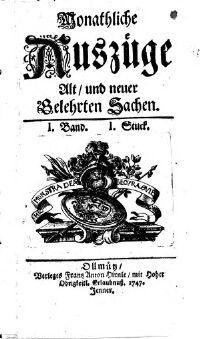
Monathliche Auszüge alt und neuer gelehrten Sachen (1747)

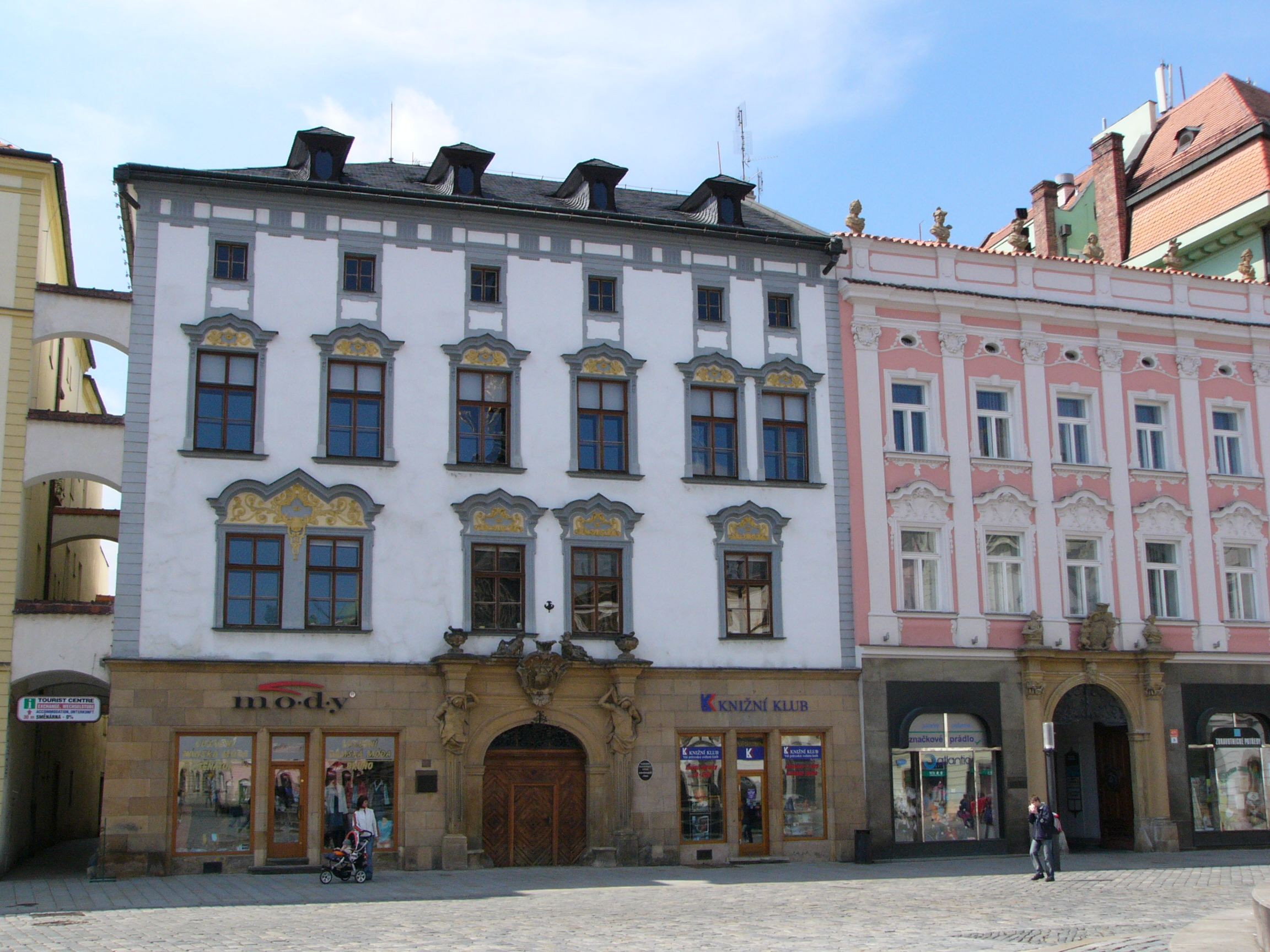
Der Petrasch-Palast (tsch.: Petrášův palác) am Obernring Nr. 25 in Olmütz

Die Societas incognitorum (voller Name: Societas eruditorum incognitorum in terris Austriacis, in der deutschen Ausgabe der Statuten: „Gesellschaft derer Unbekannten Gelehrten“ [„in den österreichischen Ländern“]) war eine Gelehrtengesellschaft im Sinne der Aufklärung in der Zeit des Spätbarocks. Sie wurde 1746 von Joseph Freiherr von Petrasch im mährischen Olmütz gegründet und war die erste Gesellschaft dieser Art in den habsburgischen Ländern, ausgenommen die italienischen Regionen. Weitere wissenschaftliche Gesellschaften in Böhmen entstanden erst um 1770 mit der Gelehrten Gesellschaft und 1784 mit der Königlichen böhmischen Gesellschaft der Wissenschaften.

## Vorgeschichte

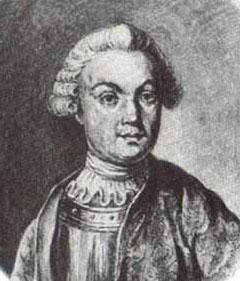
Joseph Petrasch (1714–1772)

Anfang des 18. Jahrhunderts verbreitete sich die aus Italien kommende Idee zur Gründung von wissenschaftlichen Akademien. Erste Bestrebungen, diesen Gedanken umzusetzen, gab es bereits 1720 in München und 1744 in Prag. Diese konnten jedoch dort in den Wirren des Österreichischen Erbfolgekrieges nicht umgesetzt werden, und so übernahm der aus Slawonien stammende Joseph Freiherr von Petrasch, der an der Universität Olmütz Philosophie sowie an der Universität Leiden Rechtswissenschaften studiert hatte und danach Adjutant des Prinzen Eugen von Savoyen gewesen war, selbst die Initiative und gründete 1746 in Olmütz eine Gelehrtengesellschaft. Er hatte dazu auch die finanziellen Mittel, um dieses Vorhaben privat zu unterstützen. Im Jahr 1747 kam auch der aus Schwaben stammende Historiker und Benediktinermönch Magnoald Ziegelbauer nach Olmütz und wurde zuerst Mitglied und bald Sekretär der Societas incognitorum. Schnell begannen sich auch weitere Gelehrte der Gesellschaft anzuschließen oder in briefliche Korrespondenz zu treten.

## Zielsetzungen
Die Gesellschaft gab sich ein 32 Punkte umfassendes Statut in Latein und in Deutsch, das am 16. März 1747 durch Hoferlass genehmigt wurde, einziger Einwand war, das die Sitzungen öffentlich stattfinden mussten. Ab Januar 1747 erschien die Zeitschrift Monathliche Auszüge Alt- und neuer Gelehrten Sachen als das erste gelehrte Literaturblatt in Österreich, das sogar einen Copyright-Schutz erhielt.
Das selbstgesteckte Ziel der Gesellschaft war die Förderung der Wissenschaften, besonders der Naturwissenschaft, der Mathematik, der Numismatik, der Geschichtsforschung und auch der Philologie und Literatur. Im damaligen konfessionellen Konflikt zwischen Protestanten und Katholiken hatte die Societas incognitorum einen offenen und pragmatischen Zugang, und so beteiligten sich Gelehrte aus beiden Lagern.
Mitglieder waren Johann Ritter von Baillou, der Direktor der kaiserlichen Naturaliensammlung (heute Naturhistorisches Museum Wien), der Historiker und Benediktinermönch Hieronymus Pez vom Stift Melk, der protestantische Prediger und Historiker Matthias Bel aus Preßburg, der aus St. Blasien stammende Marquard Herrgott, der aus Göttingen stammende Johann David Köhler, der aus den Niederlanden stammende österreichische Arzt Gerard van Swieten, der Numismatiker und Jesuitenpater Erasmus Fröhlich (1700–1758), der Kunsttheoretiker Franz Christoph von Scheyb, der Olmützer Mathematikprofessor Joseph Lewald, der Prälat und Olmützer Dom-Scholastikus Franz Gregor Giannini (1693–1758) sowie die italienischen Kardinäle und vatikanischen Bibliothekare Angelo Maria Quirini (1680–1755) und Domenico Silvio Passionei.
Im aufklärerischen Denken war die Gesellschaft vom philosophischen Rationalismus des in Breslau geborenen Christian Wolff, vom katholischen Reformismus des Historikers und Gelehrten Lodovico Antonio Muratori aus Modena und von der Schule der kritischen Historiographie des Jean Mabillon beeinflusst.
Nicht alle Gelehrten waren vor Ort in Olmütz anwesend, sondern beteiligten sich als korrespondierende Mitglieder, wie heute noch bei wissenschaftlichen Akademien üblich. Als Kommunikationsmedium diente ihnen dabei die Ollmützer Monathlichen Auszüge Alt- und neuer Gelehrter Sachen, eine von der Gesellschaft herausgegebene Zeitschrift, die neben den Neuigkeiten aus dem Bereich der Wissenschaft vor allem auch Buchbesprechungen über neu erschienene Werke brachte. Neben der Naturwissenschaft widmete sich die Zeitschrift auch der Literatur und Sprachwissenschaft, und zwar sowohl der deutsch- als auch der slawischsprachigen.

## Rolle im spätbarocken Sprachenstreit
In den 1740er Jahren entbrannte im deutschsprachigen Raum ein intensiver Streit darüber, welche Form des Deutschen zur neuen verbindlichen Schriftsprache werden solle. Die Lager waren dabei in den protestantischen Norden, der das ostmitteldeutsche Sächsisch befürwortete und sich um Johann Christoph Gottsched scharte, und in den katholischen Süden geteilt, der seine oberdeutsche Schreibsprache ausbauen wollte. Die Olmützer Gelehrtengesellschaft tendierte dabei sprachlich eher nach Sachsen – Gottsched selbst war zeitweise Mitglied der Societas incognitorum – ideologisch war man jedoch eher neutral. So unterhielt man nicht nur Kontakt zur Deutschen Gesellschaft in Leipzig, sondern auch zum Parnassus Boicus in München, wie natürlich zu den Gelehrten in Österreich. Die Olmützer Gelehrtengesellschaft konnte auch aufgrund ihrer slawischen und italienischen Mitglieder keine nationalen Untertöne entwickeln, wie sie schon in dieser Zeit in Preußen geäußert wurden, und hatte so die Rolle eines unbeteiligten Beobachters. Die Ollmützer Monathlichen Auszüge schreiben etwa Anfang 1750 über den zwischen den beiden Grammatikern Gottsched und Johann Balthasar Antesperg entbrannten Konflikt:

„Herr Antesperg schreibt für die Oesterreicher. Herr Gottsched für die Sachsen, und zwar für die Ober-Sachsen, derohalben ist nicht zu verwundern, so jeder eine in etwas unterschiedene Art in einer Sache hat“

Als jedoch in Wien die Gründung einer Akademie diskutiert wird und Gottsched dafür als Leiter im Gespräch ist, ergreift Petrasch klar die Seite der sich dort unter den Gelehrten formierenden Opposition und schreibt:

„Warum endlich sollen wir Lutheraner in katholischen Ländern aufnehmen, da doch dieselben gewiss keinen Katholiken auf einer Kanzel der Hochschule oder des Hofes in evangelischen Ländern leiden.“

Franz Christoph von Scheyb hingegen war einer der bekennenden Gottschedianer in Österreich und kritisierte später massiv Gottscheds Nachfolger als Leiter des Germanistikinstituts an der Universität Wien und massiven Gegner seines Vorgängers, Johann Siegmund Popowitsch. Scheyb nennt diesen einen „Narren und Sprach-Hussiten“, weil er einen sprachlichen Sonderweg Österreichs bzw. Süddeutschlands auf Basis der lokalen Volkssprache forderte und das ostmitteldeutsche Neuhochdeutsch ablehnte.
Friedrich Wilhelm von Haugwitz legte den Plan zur Gründung einer eigenen Akademie der Wissenschaften auf Eis. Dies wird oft mit den Belastungen des achtjährigen Österreichischen Erbfolgekrieges begründet, die Uneinigkeit der Gelehrten hat jedoch ein Übriges dazu beigetragen, wie etwa Johann Joseph Graf Khevenhüller, Oberstkämmerer von Maria Theresia, in einem Gutachten anklingen lässt. Darin schreibt er, eine solche Akademie solle Nutzen für die Landwirtschaft bringen, für den Bergbau, die Industrie und das Münzwesen, aber nicht „nutzlose Spielereien“.

## Slawische Literatur
Nicht nur für die deutsche Sprachgeschichte im Spätbarock hat die Olmützer Gelehrtengesellschaft eine gewisse Bedeutung, sondern auch für die des Tschechischen und Slowakischen und der südslawischen Sprachen. Joseph Freiherr von Petrasch, auf Tschechisch auch Josef Petráš geschrieben, war selbst Kroate, stammte aus Brod an der Sawe und schrieb neben deutschsprachigen Texten zahlreiche Gedichte in der Sprache seiner Heimat, was ihm auch den Beinamen „der slawonische Dichter“ einbrachte.
Daneben war etwa auch der Slowake Matej Bel ein Mitglied der Gesellschaft, wenn er auch die meisten seiner Werke auf Latein schrieb und sich so nicht für die eine oder andere Volkssprache entscheiden musste. Insgesamt steht die mährische Societas incognitorum somit für eine frühe Form der Aufklärung, die sich zum einen bereits aus dem konfessionellen Denken löste, aber noch frei von Nationalismen und in ihrer Zusammensetzung und ideologischen Ausrichtung dem nicht ethnisch definierten Reichspatriotismus verpflichtet war.
Genau dies war jedoch für die bereits stark von nationalem Chauvinismus geprägten aufklärerischen Kreise in Preußen der entscheidende Kritikpunkt. So schrieb Friedrich Nicolai, einer der späteren Hauptvertreter der Berliner Aufklärung, welche die Leipziger Kreise rund um Gottsched ablösten und an Radikalität übertrafen, im Jahr 1767 in einer Kritik über die im selben Jahr in Frankfurt am Main erschienenen deutschsprachigen Gedichte des Freiherrn von Petrasch:

„Herr von P. hätte wohl gethan, wenn er seine Gedichte lieber gleich sclavonisch geschrieben; denn so wie er sie izt liefert, sind sie weder sclavonisch noch deutsch. Wir hoffen unsere Leser werden keine Beyspiele verlangen. Elende Gottschedische Keime, die noch dazu undeutsch sind, müßten wir ihnen vorlegen! Und ist das wohl der Mühe werth?“

In der deutschen Geschichtsschreibung wird oft die „kulturpatriotische Inspiration“ der Leipziger Deutschen Gesellschaft für die Emanzipation anderer europäischer Nationalsprachen verantwortlich gemacht, wobei auf die Rolle der Olmützer Societas Incognitorum'bei der Wiederaufwertung des Tschechischen hingewiesen wird. Es ist aber anzunehmen, dass eher die massiv erfolgte Ablehnung durch die kursächsischen und preußischen Gelehrtenkreise die Initiative zur Rückbesinnung und den Ausbau der eigenen slawischen Sprache und Identität geliefert hat und somit schon im Spätbarock die Fundamente für die Nationalitätenkonflikte des 19. Jahrhunderts gelegt wurden.

## Auflösung
Die Bedeutung der Societas incognitorum in Olmütz ist eng verknüpft mit den Biographien der wichtigsten Mitglieder, so dass sich die Gelehrtengesellschaft mit deren zunehmendem Alter und Tod auflöste. Einige Quellen geben ihr Wirken nur für die Jahre von 1746 bis 1752 an, was mit dem Erscheinen der Ollmützer Monathlichen Auszüge alt- und neuer Gelehrten Sachen korreliert. Neben den biographischen Gründen ist für die Auflösung vor allem die Verlagerung der für die Wissenschaft attraktiven Standorte in den habsburgischen Ländern in Richtung Wien und Prag und die Gründung der Churbaierischen Akademie der Wissenschaften in München 1759 verantwortlich. Auch der sächsische Gelehrtenkreis in Leipzig wurde schon in den 1770er Jahren von einer neuen Generation preußischer Aufklärer in Berlin abgelöst.
In den habsburgischen Ländern hatte sich die Aufklärung interessanterweise zuerst in den kleineren Provinzuniversitätsstädten durchgesetzt, neben Olmütz auch in Innsbruck und in Freiburg im Breisgau. Nachdem aber einmal die Universität der Metropole Wien reformiert war, zog diese alle prominenten Gelehrten der Region an und die ersten Zellen verloren an Bedeutung. Olmütz, das sich noch 1762 offiziell als eine der kaiserlichen Hauptstädte bezeichnen durfte, sollte später auch noch seine Universität verlieren, die Kaiser Joseph II. nach Brünn verlegte. Innsbruck wurde zu einem Lyzeum zurückgestuft. Joseph Petrasch selbst verließ die Stadt im Jahr 1758, als Olmütz im Zuge des Siebenjährigen Krieges ein weiteres Mal von der preußischen Armee belagert wurde, und übernahm die Leitung der nur kurzlebigen Kaiserlich Franziskischen Akademie in Augsburg. Dennoch hatte die Olmützer Gelehrtengesellschaft in der kurzen Zeitperiode zwischen Spätbarock und Aufklärung eine große Bedeutung, die jedoch in der deutschsprachigen Forschung noch wenig ergründet ist.
Die Wissenschaft in Tschechien, der Slowakei und auch in Kroatien hat sich dagegen intensiver und von verschiedenen Fachrichtungen kommend mit der Societas incognitorum beschäftigt.